# Livilla burckhardti
Livilla burckhardti är en insektsart som beskrevs av Hodkinson och Jennifer L. Hollis 1987. Livilla burckhardti ingår i släktet Livilla och familjen rundbladloppor. Inga underarter finns listade i Catalogue of Life.